# Perla de gran precio
La Perla de gran precio (Pearl of great price  en inglés) es un compendio de textos escrito por el estadounidense Joseph Smith, fundador del Movimiento de los Santos de los Últimos Días. Es uno de los cuatro libros considerados sagrados por La Iglesia de Jesucristo de los Santos de los Últimos Días junto con el Libro de Mormón, Doctrina y convenios y La Biblia, y contiene información acerca de su fe y principios doctrinarios. El libro se publicó inicialmente en periódicos del mismo movimiento.
El nombre del libro se deriva de la Parábola de la Perla contada por Jesús en Mateo 13:45-46.

## Contenido
El libro contiene los siguientes textos:
- Selecciones del Libro de Moisés: Partes del libro del Génesis de la traducción de la Biblia de Joseph Smith, obra comenzada en junio de 1830.[cita requerida]
- Libro de Abraham: Escrito en 1835, supuestamente traducido de unos papiros egipcios que llegaron a manos de Joseph Smith y que habrían pertenecido a Abraham. Se publicó en serie en el periódico de la iglesia Times and Seasons, publicándose el primer número el 1 de marzo de 1842 en Nauvoo, Illinois.[cita requerida] De acuerdo con el mormonismo, los papiros fueron comprados por Joseph Smith en 1835 a Michael H. Chandler que tenía dos papiros y cuatro momias;[1][2] luego del gran incendio de Chicago de 1871, los papiros habrían reaparecido a fines del siglo XX.
- Selecciones de Joseph Smith del Evangelio de Mateo: Parte del Evangelio de Mateo según la traducción de la Biblia de Joseph Smith.
- Historia de Joseph Smith: Selecciones de testimonios y momentos de la historia de Joseph Smith escritos por él mismo en 1838. Fueron publicados en serie en el periódico Times and Seasons, empezando el 15 de marzo de 1842.[cita requerida]
- Artículos de Fe.

## Artículos de fe
Los Artículos de fe son una declaración de trece puntos de Joseph Smith publicada en el periódico Times and Seasons el 1 de marzo de 1842. Este texto forma parte de la Carta de Wentworth, la cual incluye una breve historia de la Iglesia, y resume los principales dogmas del Movimiento de los Santos de los Últimos Días:

1. Nosotros creemos en Dios el Eterno Padre, y en su Hijo Jesucristo, y en el Espíritu Santo.

2. Creemos que los hombres serán castigados por sus propios pecados, y no por la transgresión de Adán.
3. Creemos que por la expiación de Cristo, todo el género humano puede salvarse, mediante la obediencia a las leyes y ordenanzas del Evangelio.
4. Creemos que los primeros principios y ordenanzas del Evangelio son: primero, Fe en el Señor Jesucristo; segundo, Arrepentimiento; tercero, Bautismo por inmersión para la remisión de los pecados; cuarto, Imposición de manos para comunicar el don del Espíritu Santo.
5. Creemos que el hombre debe ser llamado por Dios, por profecía y la imposición de manos, por aquellos que tienen la autoridad, a fin de que pueda predicar el evangelio y administrar sus ordenanzas.
6. Creemos en la misma organización que existió en la Iglesia Primitiva, esto es, apóstoles, profetas, pastores, maestros, evangelistas, etc.
7. Creemos en el don de lenguas, profecía, revelación, visiones, sanidades, interpretación de lenguas, etc.
8. Creemos que la Biblia es la palabra de Dios hasta donde esté traducida correctamente; también creemos que el Libro de Mormón es la palabra de Dios.
9. Creemos todo lo que Dios ha revelado, todo lo que actualmente revela, y creemos que aún revelará muchos grandes e importantes asuntos pertenecientes al reino de Dios.
10. Creemos en la congregación literal del pueblo de Israel y en la restauración de las Diez Tribus; que Sion (la Nueva Jerusalén) será edificada sobre el continente americano; que Cristo reinará personalmente sobre la tierra, y que la tierra será renovada y recibirá su gloria paradisíaca.
11. Reclamamos el derecho de adorar a Dios Todopoderoso conforme a los dictados de nuestra propia conciencia, y concedemos a todos los hombres el mismo privilegio: que adoren cómo, dónde o lo que deseen.
12. Creemos en estar sujetos a los reyes, presidentes, gobernantes y magistrados; en obedecer, honrar y sostener la ley.

13. Creemos en ser honrados, verídicos, castos, benevolentes, virtuosos y en hacer el bien a todos los hombres; en verdad, podemos decir que seguimos la admonición de Pablo: Todo lo creemos, todo lo esperamos; hemos sufrido muchas cosas, y esperamos poder sufrir todas las cosas. Si hay algo virtuoso, o bello, o de buena reputación, o digno de alabanza, a esto aspiramos.
Joseph Smith, Artículos de Fe

## Controversias

### Controversias sobre el Libro de Abraham
Según Joseph Smith, el Libro de Abraham habría sido directamente traducido desde unos papiros egipcios, cuyas reproducciones están en los libros impresos de La Perla de Gran Precio. Para realizar dicha traducción Smith habría usado una gramática egipcia propia, transcrita parcialmente en una obra que quedó inconclusa. Los detractores del Libro de Abraham señalan que la traducción realizada por Smith es falsa, y que los papiros en realidad son fragmentos del Permiso de respiración de Horus, una versión posterior y enormemente reducida del Libro de los muertos egipcio que habría sido escrita entre los siglos siglo I a. C. y I d. C., es decir, entre quince y veinte siglos después de la supuesta existencia de Abraham.